# Collinias limitaris
Collinias limitaris är en tvåvingeart som först beskrevs av Collin 1929.  Collinias limitaris ingår i släktet Collinias och familjen ögonflugor.
Artens utbredningsområde är Amerikanska Samoa. Inga underarter finns listade i Catalogue of Life.